# Revolution Cocktail
Albums de Reks
REBELutionary
(2012) Eyes Watching God
(2014)
Revolution Cocktail est le huitième album studio de Reks, sorti le 2 juillet 2013.

## Liste des titres
| No  | Titre                                                                                     | Contient un (des) sample(s) de                         | Durée |
| --- | ----------------------------------------------------------------------------------------- | ------------------------------------------------------ | ----- |
| 1.  | Revolution Is Here (Produit par MoSS et Pro Logic)                                        |                                                        | 3:22  |
| 2.  | Molotov (Produit par The Soul Searchers)                                                  |                                                        | 3:00  |
| 3.  | Flags (Produit par Numonics)                                                              |                                                        | 2:43  |
| 4.  | Mighty Mouse Trap Rap (Produit par Anthem et Vintage)                                     | The Cat de Kuni Kawachi et le Flower Travellin' Band   | 4:19  |
| 5.  | Run DMC (Produit par The Soul Searchers)                                                  |                                                        | 2:23  |
| 6.  | Judas (Produit par Lee Bannon)                                                            | Kismet d'Amon Düül II                                  | 3:27  |
| 7.  | Trust Us (featuring Bishop Lamont – Produit par Numonics)                                 |                                                        | 2:39  |
| 8.  | Due Dillegence (Produit par A3)                                                           |                                                        | 2:53  |
| 9.  | Only Lonely (Produit par Introspective Minds)                                             |                                                        | 3:13  |
| 10. | Unbreakable Me (Produit par The Arcitype)                                                 |                                                        | 3:56  |
| 11. | Ahead of My Time (featuring C-Sharp – Produit par ATG)                                    |                                                        | 3:16  |
| 12. | Golden (featuring EZDREAD et J Tronious – Produit par The Arcitype)                       |                                                        | 2:54  |
| 13. | Forest Gump (Produit par EZDREAD)                                                         |                                                        | 2:52  |
| 14. | Fools Gold (featuring J NICS, Boycott Blues et EZDREAD – Produit par Introspective Minds) |                                                        | 3:54  |
| 15. | I Remember (featuring Rapper Big Pooh – Produit par A3)                                   | Mercy Mercy Me (The Ecology) de Grover Washington, Jr. | 3:06  |
| 16. | Winners and Survivors (Produit par Deli)                                                  |                                                        | 3:02  |
| 17. | Showoff (Produit par Jewbei)                                                              | Just for You de George Duke                            | 2:43  |
| 18. | Poster Child (featuring The Benchwarmers Clique – Produit par Jewbei)                     |                                                        | 4:34  |
| 19. | Melancholy (featuring Singapore Kane et Sin – Produit par The Soul Searchers)             |                                                        | 3:14  |
| 20. | Friends With Benefits / Dial Tone (Produit par Numonics et ATG)                           |                                                        | 5:05  |
| 21. | Caged Bird (Produit par Introspective Minds)                                              |                                                        | 2:49  |
| 22. | Forever Era (featuring J Tronious – Produit par EZDREAD)                                  |                                                        | 4:09  |